# William A. Wheeler
William Almon Wheeler (30. června 1819 Malone, New York – 4. června 1887 Malone, New York) byl americký státník, bankéř, podnikatel a politik.
Byl členem zákonodárného sboru státu New York v letech 1850–1859, členem Kongresu za New York v letech 1861–1863 a 1869–1877 a 19. viceprezidentem USA za prezidenta Rutherforda Hayese od 4. března 1877 do 4. března 1881.
Když byl zvolen viceprezidentem, byl málo známý, jako předseda Senátu se však dobře osvědčil. Špatné zdraví ale brzy jeho politickou kariéru ukončilo.